# 普羅斯捷約夫
普羅斯捷約夫（捷克語：Prostějov）是捷克的城市，位於該國東部奧洛穆克州，是該國的紡織業中心，人口約4.3萬。奥地利哲学家埃德蒙德·胡塞尔1859年出生于此。

## 外部連結
- Official website （页面存档备份，存于）
- Tourist information about Prostějov on WikiVoyage webpage （页面存档备份，存于）